# Sosticus
Genre
Synonymes
- Sostogeus Chamberlin & Gertsch, 1940

Sosticus est un genre d'araignées aranéomorphes de la famille des Gnaphosidae.

## Distribution
Les espèces de ce genre se rencontrent en zone holarctique.

## Liste des espèces
Selon World Spider Catalog (version 22.5, 29/09/2021) :
- Sosticus californicus Platnick & Shadab, 1976
- Sosticus insularis (Banks, 1895)
- Sosticus loricatus (L. Koch, 1866)
- Sosticus montanus Zamani, Chatzaki, Esyunin & Marusik, 2021

## Publication originale
- Chamberlin, 1922 : « The North American spiders of the family Gnaphosidae. » Proceedings of the Biological Society of Washington, vol. 35, p. 145-172 (texte intégral).